# Euouae

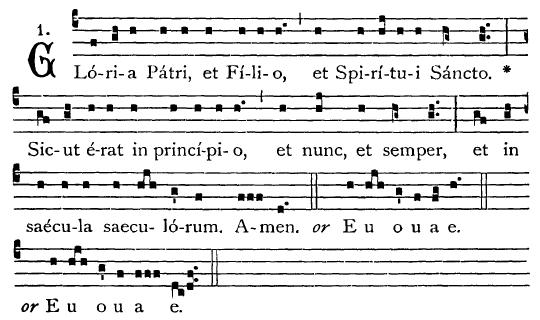
Uma peça de um Canto gregoriano em notação neumática do Gloria Patri do Liber Usualis, com dois euouae alternativos.

Euouae é um mnemônico que era usado em música medieval para denotar a sequência de tons na passagem "seculorum Amen" da doxologia menor, Gloria Patri, que termina com a frase In saecula saeculorum, Amen. Em cantochãos, a differentia, isto é, a fórmula melódica a ser cantada no final de cada linha da salmódia cantada, poderia ser escrita com as letras EUOUAE, ou apenas E----E, representando a primeira e a última vogal de "seculorum Amen."